# Dysphania decoloratula
Dysphania decoloratula är en fjärilsart som beskrevs av Embrik Strand. Dysphania decoloratula ingår i släktet Dysphania och familjen mätare. Inga underarter finns listade i Catalogue of Life.